# Serapista
Serapista är ett släkte av bin. Serapista ingår i familjen buksamlarbin.
Kladogram enligt Catalogue of Life:
| Serapista | \| \| Serapista denticulata \| \| \| \| \| \| Serapista rhodesiana \| \| \| \| \| \| Serapista rufipes \| \| \| \| \| \| Serapista serrata \| \| \| \| |
|           | \| \| Serapista denticulata \| \| \| \| \| \| Serapista rhodesiana \| \| \| \| \| \| Serapista rufipes \| \| \| \| \| \| Serapista serrata \| \| \| \| |
|           | Serapista denticulata |
|           | |
|           | Serapista rhodesiana |
|           | |
|           | Serapista rufipes |
|           | |
|           | Serapista serrata |
|           | |